# Јужноафричка кухиња
Јужноафричка кухиња одражава разнолик спектар кулинарских традиција које оличавају различите заједнице које насељавају земљу. Међу аутохтоним народима Јужне Африке, Кхоисан је хранио преко 300 врста јестивих биљака за исхрану,  као што је махунарка роибос,  чија кулинарска вредност и даље има значајан утицај на јужноафричку кухињу. Каснији сусрети са сточарима Бантуа омогућили су појаву култивисаних усева и домаће стоке, што је допунило традиционалне којсанске технике чувања меса.  Поред тога, заједнице које говоре банту створиле су обиман репертоар кулинарских састојака и јела, од којих се многа и данас конзумирају у традиционалним насељима и урбаним предузећима.

## Историја
Бушмани су били ловци-сакупљачи, који су углавном зависили од хране попут корњача, ракова, кокоса и тиквица . Пољопривреду су у Јужну Африку увели Банту народи, који су научени да узгајају поврће као што су кукуруз, тиква и слатки кромпир.
До 17. века, холандска и британска храна која је донета путем европске имиграције резултирала је даљом кулинарском дифузијом. Заједница Кејп Малајца основала је препознатљиву кухињу дијаспоре, која потиче углавном из кулинарских традиција југоисточне Азије, док су африканери вуртрекери даље у унутрашњости прилагодили холандску, којсанску, кејп малајску и банту храну како би се прилагодили свом перипатетичном начину живота. Поред тога, избеглице француских хугенота, од којих су се многе населиле у Франшхуку, играле су кључну улогу у развоју јужноафричке виноградарске индустрије.
Током периода британске колонијалне владавине, имигранти из Азије, од којих су многи стигли као плаћени радници у 19. веку, додатно су обогатили кулинарски опус Јужне Африке. Конкретно, индијски Јужноафриканци су донели обиље зачина, зачина и јела, историјски повезаних са Квазулу Наталом, иако је индијска кухиња тренутно широко доступна широм Јужне Африке и конзумирају је све етничке групе.
Дезинвестиције и санкције уведене Јужној Африци током апартхејда угушиле су кулинарски производ у земљи. У то време шебини, смештени у урбаним местима, постали су веома популарни и често су служили као неформални центри заједнице, посебно за црне Јужноафриканце који су следили своју културну и кулинарску традицију. Након завршетка апартхејда, јужноафричка кухиња доживела је ренесансу, са разноврсним кулинарским опцијама доступним у већини већих градова у земљи за туристе, исељенике и локалне становнике.
Осим тога, састојци и јела из Јужне Африке су постали видљивији широм света, захваљујући растућој економској и културној моћи земље, заједно са растућом јужноафричком дијаспором.

## Аутохтона кухиња
У преколонијалном периоду, аутохтону кухињу карактерисала је употреба веома широког спектра намирница укључујући воће, орашасте плодове, луковице, лишће и друге производе сакупљене од дивљих биљака и лов на дивљач. Увођење домаће стоке и житарица од стране говорника Бантуа који су стигли у јужне регионе из централне Африке од 10.000 година пре нове ере и ширење сточарства на којсанске групе омогућило је производе и доступност свежег меса на захтев.
Преколонијална исхрана се састојала првенствено од куваних житарица, посебно од сирка и проса, ферментисаног млека (нешто попут јогурта) и печеног или динстаног меса. У неком тренутку, кукуруз је заменио сирак као примарно жито, и постоји спор око тога да ли је кукуруз, култура из Централне Америке, стигао са европским досељеницима (посебно Португалцима) или се проширио кроз Африку пре него што су се белци населили преко Африканаца који су се вратили из Америке током доба трговине робљем. 
Људи су такође чували овце и козе, а заједнице су често организовале големе ловове на богату дивљач, али се говеђе месо сматрало апсолутно најважнијим месом високог статуса. Ребра сваке стоке која је заклана у многим заједницама била су толико цењена да су понуђена старешини села.  
На много начина, свакодневна храна јужноафричких породица може се пратити до аутохтоне хране коју су јели њихови преци. Типичан оброк у јужноафричком домаћинству које говори банту је чврста, мекана каша од кукурузног брашна (која се зове папа, и веома је слична америчком гризу) са укусним умаком од пирјаног меса. Традиционалне сеоске породице (и многе урбане) често ферментирају папе неколико дана – посебно ако је у питању сирак уместо кукуруза – што му даје пикантан укус. Сото-Цвана ово зову ферментисани папе, тинг.  
Поврће које се користи често је нека врста бундеве, чије су сорте аутохтоне у Јужној Африци, иако сада многи људи једу бундеве које потичу из других земаља. Пиринач и пасуљ су такође веома популарни иако нису аутохтони. Још једно уобичајено јело од поврћа, које је стигло у Јужну Африку са бројним ирским имигрантима, али које су усвојили Јужноафриканци, је сецкани купус и бели кромпир куван са путером.
За многе Јужноафриканце месо је центар сваког оброка. Коисани су јели печено месо, а такође су и сушено месо за каснију употребу. Утицај њихове исхране огледа се у уобичајеној јужноафричкој љубави према роштиљу (у Јужној Африци се обично назива афричким именом, браи) и билтонгу (сушено конзервирано месо). Као и у прошлости, када су мушкарци држали стоку као своју драгоцену имовину у руралним областима, Јужноафриканци преферирају говедину.
Данас Јужноафриканци уживају не само у говедини, већ и у овчетини, козји, пилетини и другом месу као средишњем делу оброка. Викендом многе јужноафричке породице имају браи, а оброк се обично састоји од pap en vleis, што је кукурузно брашно и месо са роштиља. Једење меса чак има ритуални значај и у традиционалној и у модерној јужноафричкој култури.
У Банту култури, за венчања, иницијације, долазак чланова породице након дугог путовања и друге посебне прилике, породице ће купити живу животињу и заклати је код куће, а затим припремити велики оброк за заједницу или комшилук. Учесници често кажу да проливање крви животиње по земљи прија прецима који се невидљиво окупљају око лешине. Током празничних викенда, предузетници ће поставити торове са живим животињама дуж главних путева у општинама — углавном оваца и коза — за породице које ће куповати, клати, кувати и јести. Говедина је најцењеније месо за свадбе, имућне породице често купују живог бића за клање код куће.

## Неаутохтона кухиња
Током пионирских дана 17. века, нова храна као што су билтонг, дроеворс и двопек еволуирала је локално из нужде.

### Кејп дач и Кејп малај кухиња
Веома карактеристичан регионални стил јужноафричког кувања често се назива "кејп дач". Ову кухињу карактерише углавном употреба зачина као што су мушкатни орашчић, алева паприка и чили паприка . Кејп холандски куварски стил дугује бар толико кулинарству робова које је Холандска источноиндијска компанија довела на Кејп из Бенгала, Јаве и Малезије колико и европским стиловима кувања које су увезли досељеници из Холандије, а ово огледа се у употреби источњачких зачина и називима за многа од ових јела.
Утицај Кејп Малај а донео је зачињени кари, самбал, киселу рибу и разне рибље чорбе.
Боботи је јужноафричко јело које има рт малајско порекло. Састоји се од зачињеног млевеног меса печеног са преливом на бази јаја. Од многих јела која су уобичајена у Јужној Африци, боботи је можда најближе националном јелу, јер се обично не налази ни у једној другој земљи. Рецепт потиче из колонија Холандске источноиндијске компаније у Батавији, а назив потиче од индонежанског боботока . Такође се прави са кари прахом остављајући му благи „танг“. Често се служи уз самбал, наговештај његовог порекла са Малајског архипелага.
Јужноафрички жути пиринач, слатко јело направљено од куркуме, сувог грожђа, цимета и шећера, такође има своје порекло у кејп малајској кухињи, често се назива и жути пиринач. 

### Утицај француске кухиње
Избеглице француски хугеноти донеле су вина као и своје традиционалне рецепте из Француске. 

### Утицај индијске кухиње
Јела са каријем су популарна у Јужној Африци међу људима свих етничких припадности; многа јела су дошла у земљу са хиљадама индијских најамних радника доведених у Јужну Африку у деветнаестом веку. Јужноафричка индијска кухиња је допринела јужноафричком кувању са широким спектром јела и кулинарских пракси, укључујући разне кари, слаткише, чатније, пржене грицкалице као што је самоса и другу слану храну.

## Пића
Пиво је било важан напитак у Јужној Африци стотинама година међу староседеоцима много пре колонизације и доласка Европљана са сопственом традицијом испијања пива. Традиционално пиво се кувало од локалних житарица, посебно од сирка. Пиво је било толико цењено да је постало централно за многе церемоније, попут веридби и венчања, у којима је једна породица свечано нудила пиво другој породици.
За разлику од европског пива, јужноафричко традиционално пиво је било нефилтрирано и мутно и имало је низак садржај алкохола. Отприлике на прелазу из 1900-их, када је индустрија у власништву белаца почела да проучава неухрањеност међу градским радницима, откривено је да традиционално пиво обезбеђује кључне витамине који понекад нису доступни у традиционалној исхрани богатој житарицама, а још мање доступни у урбаним индустријским сиротињским четвртима.
Када су рудници у Јужној Африци били развијени и црни Јужноафриканци су почели да се урбанизују, жене су се такође преселиле у град и почеле да кувају пиво за претежно мушку радну снагу - радну снагу која је углавном била или сама или је оставила своје жене назад у рурална подручја под системом мигрантске радне снаге. Та традиција урбаних жена које праве пиво за радну снагу опстаје у Јужној Африци до те мере да су неформални барови и таверне (шебин) обично у власништву жена (шебин краљице).
Данас већина урбаних становника купује пиво које производе индустријске пиваре које праве пиво које је попут пива које се може купити у Европи и Америци, али сеоски људи и недавни имигранти у град и даље уживају у мутном, нефилтрираном традиционалном пиву.
Упоредиво са америчком или западноевропском исхраном, млеко и млечни производи су веома истакнути у традиционалној црној јужноафричкој исхрани. Како су краве у претколонијално доба сматране изузетно пожељним домаћим животињама, млека је било у изобиљу. У недостатку хлађења, разне врсте киселог млека, нешто попут јогурта, биле су ослонац у исхрани. Посетиоцу било ког афричког села из 1800-их био би понуђен велики калабаш хладног ферментисаног млека као поздрав.
Пошто су краве млекаре омогућавале женама да рано одбију своју децу и постану брже плодне, локалне културе су имале бројне изреке које су повезивале стоку, млеко и раст становништва, као што је изрека Сото-Цвана, „стока рађа децу“.
Данас, у млечном делу јужноафричких супермаркета, наћи ћете разне врсте млека, киселог млека, павлаке и друге модерне верзије традиционалних млечних производа.

## Ресторани и локали
За Јужну Африку се може рећи да има значајну културу „једења ван”. Иако постоје неки ресторани који су специјализовани за традиционална јужноафричка јела или њихове модерне интерпретације, ресторани са другим кухињама као што су мароканска, кинеска, западноафричка, конгоанска и јапанска могу се наћи у свим већим градовима и многим већим градовима.  Ту су и многи домаћи ланци ресторана, као што су Spur и Dulce Café.
Такође постоји пролиферација ресторана брзе хране у Јужној Африци. Док су неки међународни ланци као што су КФЦ и Мек активни у земљи, они се суочавају са оштром конкуренцијом локалних ланаца као што су Nando's, Galito's, Steers, Chicken Licken, Barcelos, Fat Cake City and King Pie. Многи ланци ресторана који потичу из Јужне Африке такође су се успешно проширили ван граница земље.  Такође, Старбакс је присутан у земљи.

## Типична јужноафричка храна и јела

### Слано
- Боереворс ролна
- Велики браи у процесу
- Свеже припремљен Спрингбок гулаш
- Спатло, популаран улични оброк у свим провинцијама

#### Дивљач и месо
Африканс
- Билтонг — сушено месо (обично зачињено семенкама коријандера и соли). Иако је месо најчешће говеђе, постоје и различите варијанте које користе Спрингбок, куду, еланд, пилетину и ној.
- Боереворс — кобасица која се традиционално пече на роштиљу .
- Дроеворс—у преводу значи сушена кобасица и прави се као боереворс, али месо из парка је изостављено. Суши се на исти начин као и билтонг.
- Фрикадели — обично печене, али понекад пржене у дубоком пржењу, ћуфте .
- Бокомс — цела, сољена и сушена ципле.
- Скилпадјес — јагњећа џигерица умотана у мрежу и печена на врелом угљу.
- Димљени или печени сноек — регионална дивљач.
- Сосатие — гриловано маринирано месо на ражњу.

- Аманкина — кокошије, кравље, свињске, јагњеће и овчије ноге, које се обично конзумирају са паприком или као посластица. Приликом кувања само додајте воду и со.
- Воки-токи — пилећа стопала и кљунови на жару или пржени у дубоком пржењу. Још једно јело је кеф свињска глава позната као "смајли", најпопуларнија у градовима и коју продају улични продавци, понекад у индустријским зонама са великом концентрацијом радника.
- Ној — све популарнији извор протеина, јер има низак садржај холестерола, који се користи у чорби или у филетима и на роштиљу.

Зулу, Коса и Сото
- Домболо — кнедле, обично куване на пари у лонцу.
- Исидуду — мека каша направљена од млевеног кукуруза позната као „брашни оброк“.
- Мала могоду — локално јело слично трипицама, које се обично једе са љутом паприком и спанаћем.
- Иинкобе —летња салата направљена од куваног кукуруза.
- Сигвакани — кувани пасуљ помешан са брашном.
- Угали — кукурузна каша у Јужној Африци, традиционална каша/палента и основна храна афричких народа
- Умнгкушо — јело направљено од белог кукуруза и пасуља шећера, основна храна за народ Коса.
- Умпхококо — афричка салата од кукурузног брашна. [14]
- Умвубо —кисело млеко помешано са сувом паприком.

#### Воће и биљке
- Макатан — дивље воће које расте у пустињи Калахари. Натапа се у кречној води преко ноћи (да би се уклонио горак укус) пре него што се преради у џем познат као Макатан конфит . [15]
- Марула —жути плод локалног дрвета. Ово воће једу и воле и људи и животиње. Од овог воћа се прави ликер Амарула. Зрело воће које лежи на земљи прерађује се у џемове, вино и пиво. Многе локалне заједнице за додатне приходе зависе од овог воћа. У пекмезу се ужива уз петао и на верзијама одрезака, као што је куду.
- Морого — дивља биљка налик спанаћу која се понекад види као коров. Традиционално кувано и сервирано са паприком, или сушено у малим грудвицама за продужени рок трајања. Традиционална припрема Африканер/Боер обично укључује лук, кромпир или обоје.

### Слаткиши
- Коексистер
- Херцоги
- Мелктерт

### Пиће
- Амаси — ферментисано млеко.
- Боебер — традиционални кејп малајски слатки млечни напитак, направљен од вермичела, сага, шећера и ароматизованог кардамоном, штапићем цимета и ружином водицом.
- Мафи — ферментисано млеко, које се често конзумира са паприком или само по себи.
- Магеу — пиће направљено од ферментисаног брашна папа.
- Роибос — биљни чај из Јужне Африке.
- Умкомботхи — врста пива која се прави од ферментисаног кукуруза и сирка.